# Ambérieux-en-Dombes
Ambérieux-en-Dombes es una comuna francesa situada en el departamento de Ain, de la región de Auvernia-Ródano-Alpes.

## Demografía
| Gráfica de evolución demográfica de Ambérieux-en-Dombes entre 2005 y 2018 |
|                                                                           |

Fuentes: INSEE.